# Jan Głowacz Leżeński (zm. 1399)
Jan Głowacz Leżeński (zm. 12 sierpnia 1399 w Bitwie nad Worsklą) – magnat herbu Nałęcz, rycerz króla Władysława Jagiełły, wojewoda czerski i płocki, starosta Łęczycki od 1392, a w 1399 wojewoda łęczycki. Protoplasta rodu Leżeńskich.
Według legend niektórych herbarzy Jan Leżeński „Głowacz” był jednym z dwóch synów króla Kazimierza Wielkiego – ostatniego z rodu Piastów i Esterki. Wraz ze swoim bratem Niemierzą został oddany pod opiekę do Abrahama z Nowego Dworu. Był właścicielem posiadłości w Leżenicach, gdzie w 1390 roku założył parafię i wybudował pierwszy kościół. W 1393 roku król Władysław Jagiełło nadał synom Abrahama z Nowego Dworu – Niemierzy, Janowi Głowaczowi Leżeńskiemu i Abrahamowi zamki Zbąszyń i Kiebłowo wraz z przyległymi miastami i wsiami. Był to akt wdzięczności za sumy pieniędzy pożyczone królowi Ludwikowi Węgierskiemu oraz królowym Elżbiecie Łokietkównie i Jadwidze. Jan Głowacz Leżeński był żonaty z Jadwigą z Leżenic i miał z nią dwóch synów, Abrahama Leżeńskiego, który później przyjął nazwisko Zbąski i piastował urząd sędziego poznańskiego oraz Jana „Głowacza” Leżeńskiego.